# RH Marine
RH Marine is een Nederlands bedrijf gespecialiseerd in elektrotechnische systeemintegratie. Het bedrijf bestaat uit een jachtendivisie en een marinedivisie. Voorheen opereerde het bedrijf onder de namen Van Rietschoten (1860-1872), Van Rietschoten & Houwens (1872-1998), en Imtech Marine (1998-2015).

## Geschiedenis

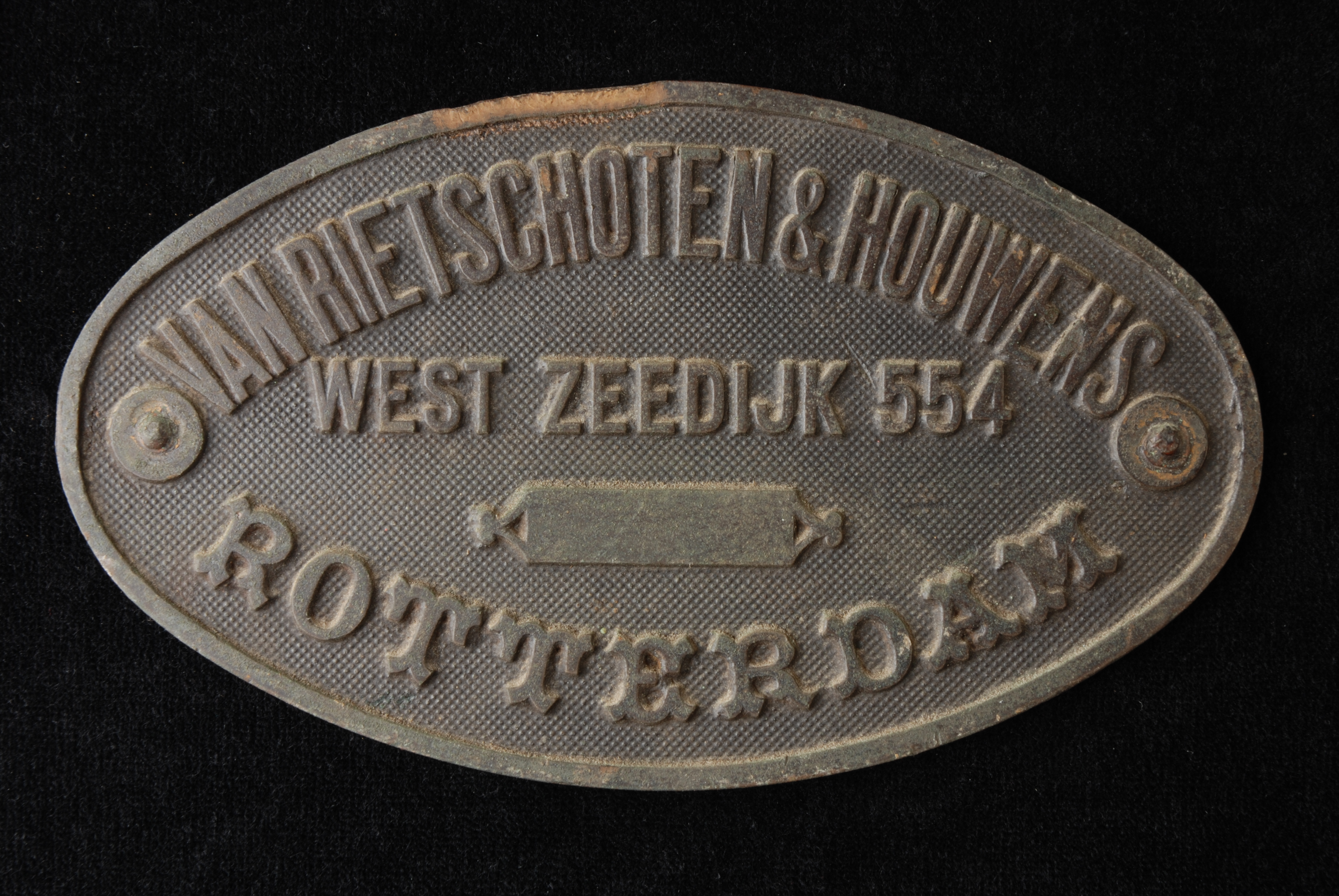
Fabrieksplaat Van Rietschoten & Houwens (datering tussen 1875 en 1925)

In 1860 startte zeekapitein Jan Jacob van Rietschoten als leverancier van scheepstuigage en uitrusting aan de Wijnhaven in Rotterdam. Hij leverde materiaal voor het takelen van schepen zoals touw, staaldraad, lampenkatoen, petroleum, blokken en smeermiddelen. Daarnaast ook machinekamer-benodigdheden zoals pakkingen, asbestkoord, diverse soorten oliën en oliekannen, pijpen, fittingen en vuurvaste cement.
In de jaren zestig associeerde Van Rietschoten zich met ingenieur Willem Houwens. In 1872 gingen ze samen verder als 'Van Rietschoten & Houwens'. Omstreeks 1875 begonnen ze met het leveren van stoomkranen voor het laden en lossen van schepen, stoomheimachines en stoommachines voor de aandrijving van werktuigen.
In 1885 kwam de zoon van Van Rietschoten in dienst bij het bedrijf. Hij had een deel van zijn opleiding in Engeland afgerond, waarbij hij zich verdiept had in elektrotechniek bij verschillende bedrijven waaronder Siemens Brothers, leverancier van elektrische machines en apparaten. Junior breidde het bedrijf uit met een elektrotechnische afdeling.
In 1888 leverde Van Rietschoten en Houwens de eerste openbare verlichtingsinstallaties aan de "glazen straat", de Passage te Rotterdam. Het bedrijf leverde ook de eerste elektrische spoorlijn in Nederland. Een elektrisch aangedreven locomotief met kiepkarren voor grondverzet in Noord-Holland.
In 1888 werd de eerste elektrische installatie aan boord van een schip geleverd en geïnstalleerd aan boord van de Amsterdam, toen het schip door de Nederlandsch-Amerikaansche Stoomvaart-Maatschappij was overgenomen van de British Shipowners Co. Ltd. Met die ervaring kon in 1889 een particuliere elektrische centrale in het ketelhuis van de Maatschappij voor scheeps- en werktuigbouw Fijenoord worden geïnstalleerd. In 1890 verliet de heer Houwens de firma.
Tussen 1889 en 1900 voorzag Van Rietschoten en Houwens voor het eerst schepen van de Koninklijke Marine met elektrische installaties. De eerste schepen waren de Hr.Ms. Holland, Hr.Ms. Friesland en Hr.Ms. Noordbrabant.

Pantserschip Hr.Ms. Holland
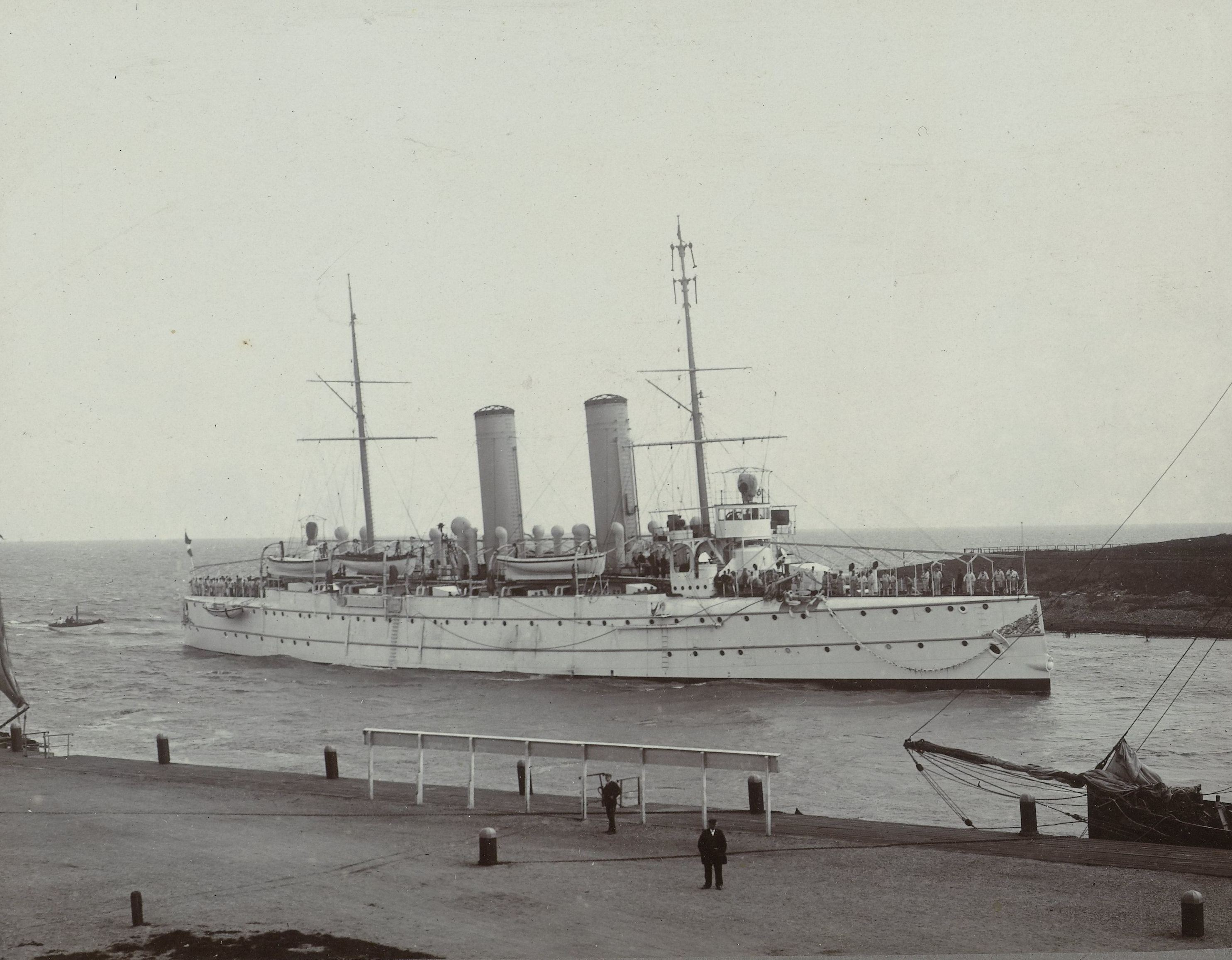
Pantserschip Hr.Ms. Friesland
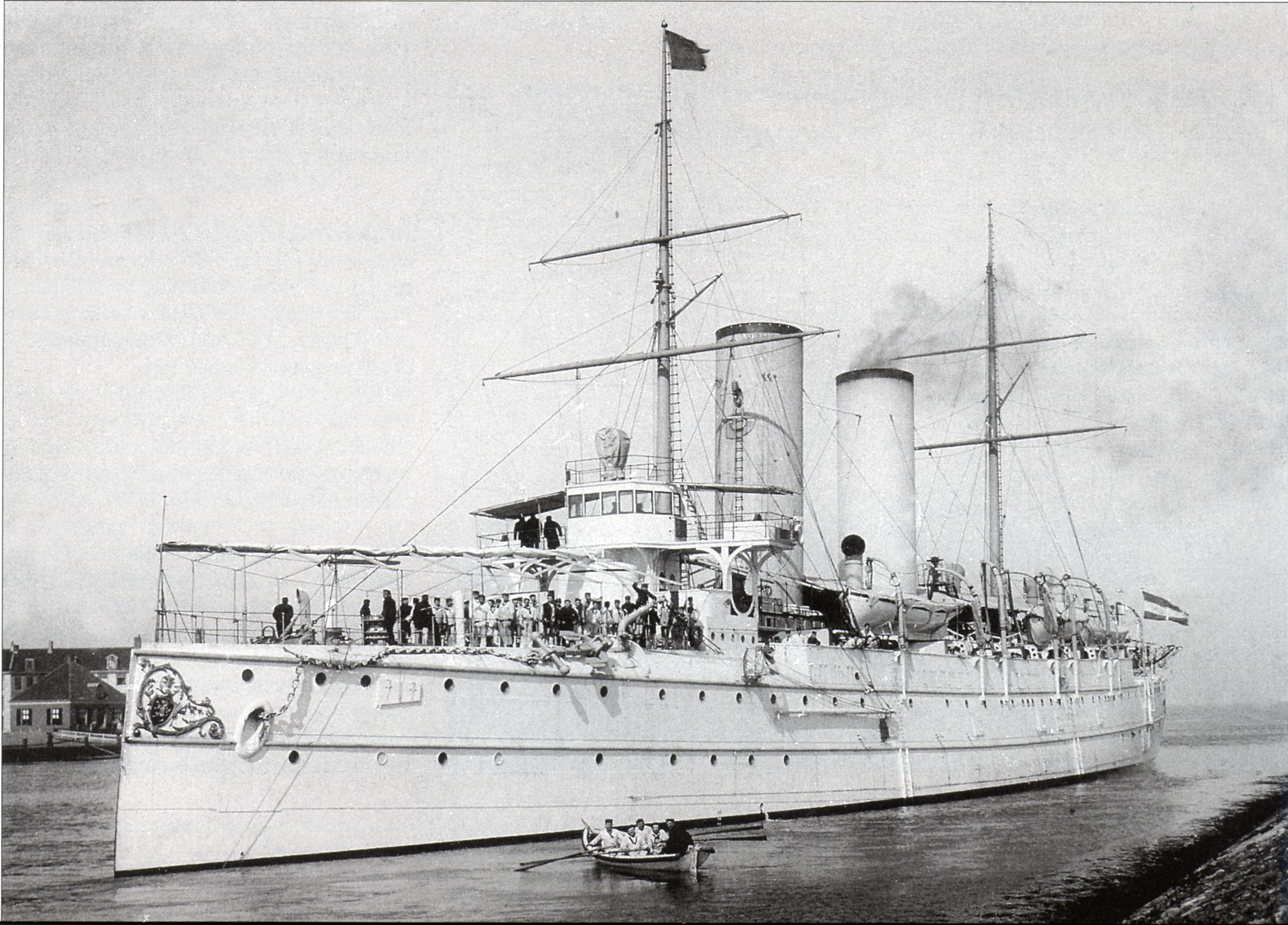
Pantserschip Hr.Ms. Noordbrabant

In 1906 betrok de firma een nieuw pand aan de Westzeedijk, dat het door een eigen bouwmaatschappij had laten bouwen. In 1916 werd de firmanaam omgezet naar Technische Industriële Maatschappij Van Rietschoten & Houwens en het jaar erna de firma omgezet naar N.V. In 1952 werd de eerste paal geslagen voor het pand aan de Sluisjesdijk.
Eind 1967 werd Van Rietschoten & Houwens overgenomen door Internatio, een handelsmaatschappij die actief was in voormalig Nederlands-Indië. In 1970 fuseerde Internatio met Müller & Co. Rond 1990 was Internatio-Muller een conglomeraat van bedrijven, waarvan ongeveer 35 gespecialiseerd in elektrotechniek of werktuigbouwkunde. In 1998 ging Internatio-Muller verder onder de naam Imtech. Daarbij was het bedrijf onderdeel van bedrijfsonderdeel Imtech Marine, samen met onder andere Radio Holland.
In 2015 ging Imtech failliet, en werd Imtech Marine overgenomen door Parcom Capital en Pon Holdings. Het bedrijfsonderdeel werd dat jaar hernoemd naar RH Marine Group. "RH" is een eerbetoon aan Radio Holland en Van Rietschoten & Houwens. Eind 2019 werd Pon Holdings volledig eigenaar van het bedrijfsonderdeel bestaand uit RH Marine, Radio Holland, Van Berge Henegouwen (VBH) en Aerius Marine. Begin 2022 werden RH Marine en Bakker Sliedrecht verkocht aan het management door middel van een managementbuy-out. Eind 2024 werden RH Marine en Bakker Sliedrecht onderdeel van VINCI Energies.